# 聖尼古拉斯教堂 (卡爾洛瓦茨)
聖尼古拉斯教堂是位於克羅埃西亞城市卡爾洛瓦茨的一座塞爾維亞正教會的教堂。教堂竣工於1787年。